# The Sims Historier
The Sims Historier (en: The Sims Stories) är en Sims-spelserie anpassad för att fungera bättre på bärbara datorer, med bland annat fler kortkommandon och ett nytt historiespelläge förutom det klassiska spelläget med öppet slut. Första spelet i spelserien släpptes den 8 februari 2007.

## Spelen i serien The Sims Historier
- The Sims Livets Historier (en: The Sims Life Stories) släpptes den 8 februari 2007.

- The Sims Historier om husdjur (en: The Sims Pet Stories) släpptes den 21 juni 2007.

- The Sims Historier från en öde ö (en: The Sims Castaway Stories) släpptes den 31 januari 2008[1].